# Bistum Bethlehem
Das Bistum Bethlehem (lateinisch Dioecesis Bethlehemensis, englisch Diocese of Bethlehem) ist eine in Südafrika gelegene Diözese der römisch-katholischen Kirche mit Sitz in Bethlehem.

## Geschichte
Das Bistum Bethlehem wurde am 12. Februar 1948 zunächst als Apostolisches Vikariat Bethlehemensis aus dem Apostolischen Vikariat Kroonstad heraus durch Papst Pius XII. gegründet. Am 11. Januar 1951 erhob Pius XII. das Vikariat zum heutigen Bistum.
Es ist ein Suffraganbistum des Erzbistums Bloemfontein.

### Bischöfe von Bethlehem
- Léon Klerlein CSSp, 1948 (Apostolischer Vikar)
- Peter Kelleter CSSp, 1950–1975
- Hubert Bucher, 1976–2008
- Jan de Groef MAfr, seit 2009